# Johannes Jensen (1927-2013)
 Der er flere personer med dette navn, se Johannes Jensen.
Johannes Jensen (20. august 1927 – 13. februar 2013 i Virum) var en dansk modstandsmand og officer.
Han voksede op på gården Lebeck ved Toftlund, tog præliminæreksamen på Toftlund Skole og kom 1944 i gymnasiet på Ribe Katedralskole. Her blev han snart efter sammen med sin bror Hans Peter Jensen og andre lokale drenge involveret i illegalt arbejde med tyveri af våben og sprængstoffer og pressevirksomhed (avisen Frem Bondemand) under Studenternes Efterretningstjeneste. 10. oktober 1944 var han meget tæt på at blive taget af Gestapo, men gik under jorden, bl.a. i Fredericia, indtil befrielsen 1945. Broderen Hans Peter blev taget, gennembanket og indsat i Staldgården i Kolding og siden i Frøslevlejren. 1947 blev Johannes Jensen student.
Johannes Jensen blev uddannet officer ved Ingeniørtropperne, hvor han avancerede til major. I sine sidste arbejdsår var han i Civilforsvarsstyrelsen, hvor han havde atomberedskab som ansvarsområde. 1994 blev han pensioneret. 4. oktober 1977 blev han Ridder af Dannebrog og han bar også Hæderstegnet for god tjeneste ved Hæren.